# Nyctibora obscura
Nyctibora obscura är en kackerlacksart som beskrevs av Henri Saussure 1864. Nyctibora obscura ingår i släktet Nyctibora och familjen småkackerlackor. Inga underarter finns listade i Catalogue of Life.